# Вільям Олфертс
Генерал сер Вільям Олфертс (нар. 8 березня 1822 — пом. 30 квітня 1902) — офіцер Армії Британської Індії та ірландський кавалер Хреста Вікторії — найвищої нагороди за хоробрість перед лицем ворога, якою можуть бути нагороджені збройні сили Великої Британії та Співдружності націй.

## Раннє життя
Олфертс народився 8 березня 1822 року в Дартрі, Блеквотертаун поблизу Арма, в сім'ї Вільяма Олфертса з Дартрі-Гауса, графство Арма. Він здобув освіту в Королівській школі Данганнон, а у 1837 році його направили до військової семінарії Британської Ост-Індської компанії в Аддіскомбі. Він успішно пройшов навчання з артилерії та приєднався до штабу бенгальської артилерії в Дум-Думі у грудні 1839 року.
У жовтні 1841 року під час заворушень у провінції Тенассерім у Бірмі Олфертса направили до Молам'яйна з чотирма гарматами. Повернувшись через дев'ять місяців, його знову відправили на польову службу для придушення повстання в околицях Согора, за що отримав згадку за його вчинки в бою з повстанцями в Джірні Гаут 12 листопада 1842 року від офіцера, який командував артилерією, Пройшовши службу перекладача місцевими мовами, Олфертс отримав командування 16-ю бенгальською легкою польовою батареєю та приєднався до походу сера Г'ю Гофа проти Гваліора. Батарея Олфертса розміщувалась на флангу армії під командуванням генерала Грея, лейтенанта (сера) Генрі Тумса, який був його заступником. Він брав активну участь у Пунніарі 29 грудня 1843 року.
За заслуги у Гваліорській кампанії Олфертс отримав бронзовий знак розрізнення. Його спеціально обрав генерал-губернатор, лорд Елленборо, для створення та командування батареєю кінної артилерії для легіону Бунделкунда, він був негайно відряджений разом з новоствореною батареєю, щоб приєднатися до армії сера Чарльза Напіра в Сінді. Його марш через Індію, відстанню у 1260 миль, викликав найвищу похвалу Напіра. У 1846 році Олфертс брав участь в операціях у Кот Кангрі під час Першої англо-сикхської війни, коли його дії привернула увагу (сера) Генрі Лоуренса, йому наказали зібрати артилерійську батарею з-поміж розформованих солдатів сикхської армії. Потім його поспішно відправили на Декан командувати артилерійською батареєю на службі Нізама з Гайдарабаду, але його незабаром відкликали на аналогічну посаду у Гваліорському контингенті. У 1851 році Олфертс подав заяву на призначення до батареї в Пешаварі, де він перебував під командуванням сера Коліна Кемпбелла та брав участь у поході проти прикордонних племен. За ці заслуги він згодом отримав Індійську медаль за загальну службу, засновану у 1869 році за прикордонні війни. У наступному році (1852) Олфертс отримав відпустку до Англії. Його призначили черговим офіцером у військовому коледжі Аддіскомба.

## Кримська війна
З початком Кримської війни у 1854 році Олфертс пішов добровольцем на службу і приєднався до (сера) Вільяма Фенвіка Вільямса в Карсі. Дорогою він відвідав Крим. Перетинаючи Чорне море, він їхав через гори Зігана по глибокому снігу; але невдовзі після досягнення Карса його відправили командувати турецькими військами чисельністю 7000 осіб для захисту від можливого наступу росіян з Ерівану річкою Аракс. Таким чином, Ольфертс уникнув участі в капітуляції Карса. Відкликаний до Криму, його призначили командиром бригади башибузуків турецького контингенту. Після укладення миру у 1856 році він повернувся до Індії та отримав командування кінною батареєю у Варанасі.

## Повстання сипаїв
Ольфертс служив під час придушення повстання сипаїв (1857–59). Він був з бригадним генералом Джеймсом Нейлом, коли він розгромив заколотників у Бенаресі 4 червня 1857 року, і супроводжував Генрі Гейвлока під час звільнення Лакхнау. Його дії під час цієї операції були дуже видатними та принесли йому Хрест Вікторії. У результаті батарея, якою він командував (тепер частина Королівського полку артилерії), згодом отримала його ім'я на знак шанування як Вільяма Олфертса, так і видатні дії підрозділу того дня. Ця батарея існує досі.

### Хрест Вікторії
Його цитата про ці події:
За вельми видатні вчинки 25 вересня 1857 року, коли війська проникли в місто Лакхау, атакувавши верхи з 90-м полком Її Величності, доблесно очолюваний полковником Кемпбеллом, він схопив дві пушки перед сильним  вогнем, а потім повернувся під мушкетні постріли, щоб  привести до ладу кінцівки та коней, щоб віднести захоплені боєприпаси, що він і виконав. (Витяг із наказів покійного генерал-майора Гейвлока від 17 жовтня 1857 року).

### Пізніші дії
Ольфертс майже перевершив цей зразок хоробрості через два дні. Коли основні сили Гейвлока проникли до резиденції, ар'єргард, що складався з 90-го полку з гарматами та боєприпасами, повністю відрізавши їх. Проте Олфертс разом із полковником Робертом (пізніше лордом) Напіром вирушив у вилазку з невеликим загоном і завдяки своїй холодній рішучості вивів поранених з ар'єргарду, а також врятував гармати.
Сер Джеймс Аутрам, який тоді керував резиденцією в Лакхнау, писав: «Мої дорогий героїчний Ольфертс, хоробрість — це слабкий та недостатній епітет для такої доблесті, як ваша». Полковник Напір написав у своїй депеші про те саме.
З моменту вступу в Лакхнау сил Гейвлока та до приходу на допомогу сера Коліна Кемпбелла 21 листопада Олфертс діяв як бригадний генерал артилерії, а після евакуації з резиденції сером Коліном Кемпбеллом він брав участь у захисті передової позиції в Алумбазі під командуванням сера Джеймса Аутрама. Він брав участь в облозі та захопленні міста сером Коліном Кемпбеллом у березні 1858 року, про що знову згадується в депешах за видатну хоробрість. Після завершення кампанії Олфертс отримав звання майора та підполковника, а також Хрест Вікторії, Індійського повстанську медаль з двома пряжками та орден Лазні.

## Кампанії в Індії
У 1859—1860 роках Олфертс служив добровольцем під командуванням бригадира (сера) Невіла Чемберлена в поході проти вазірів на північно-західному кордоні Пенджабу, завершивши таким чином двадцятирічну безперервну активну службу. За стрімкість і сміливість Олфертса прозвали «Джек пекельного вогню», але він скромно віддавав всі свої заслуги людям, які йому підпорядковувались. З 1861 по 1868 рік він командував артилерією на прикордонних станціях Пешавур або Равал Пінді, того ж року повернувся додому у відпустку, тоді місто та округ Арма вручили йому почесний меч. Повернувшись до Індії у 1872 році, він послідовно командував бригадами Гваліор, Амбала та Лакхнау, але покинув країну у 1875 році, отримавши звання генерал-майора. Він отримав звання генерал-лейтенанта 1 жовтня 1877 року, генерала 31 березня 1883 року, а у 1888 році став полковником-комендантом Королівської артилерії. Олфертс став лицарем ордена Лазні у 1886 році та лицарем-командором у 1900 році у призначеннях на честь дня народження.

## Відставка
Він помер у своїй резиденції Вуд-Гаус, Верхній Норвуд, 30 квітня 1902 року. Його поховали на Річмондському цвинтарі, графство Суррей (тепер у Лондоні). У 1861 році Олфертс одружився з Еліс, дочкою генерал-майора бенгальської кавалерії Джорджа Котлі. У них народився син, який став майором Олфертсом, пізніше приєднався до Королівського шотландського полку, та три доньки.
Його Хрест Вікторії виставлений у Національному музеї армії (Челсі, Англія).